# Zeelandstreekje
Het Zeelandstreekje is een deel van de Drouwenermond in de Drentse gemeente Borger-Odoorn grenzend aan Stadskanaal.

## Geschiedenis
In 1844 vestigden zich vier gezinnen (Bosselaar, Brasser, Toutenhoofd en Westerbeke) uit het Zeeuwse Westkapelle zich in het Drentse veengebied in de Drouwenermond.
Deze opmerkelijke verhuizing was een initiatief van de toenmalige president van het dijkbestuur jhr.mr. Jacob Lodewijk Snouck Hurgronje, die - vanwege de grote werkloosheid en armoede onder de dijkwerkers van Westkapelle - naar mogelijkheden zocht om het lot van de dijkwerkersgezinnen te verbeteren. Hij was tevens Tweede Kamerlid en kwam met zijn collega, de oud-burgemeester van Assen Mr. Gerrit Kniphorst tot overeenstemming. Deze kon als eigenaar van een nog niet ontgonnen veengebied heel goed arbeiders gebruiken, zodat de twee mannen besloten tot een eerste ‘overplanting’ van vier gezinnen. Bij goede resultaten zou men meer families laten verhuizen van Westkapelle naar het Drentse veengebied.
Het experiment werd geen succes. Uit de briefwisseling van de ‘kolonisten’ met de achtergebleven familie in Zeeland bleek dat hun leven zwaar was en dat de situatie in het veengebied hen bitter was tegengevallen. Er was voor hen echter geen weg terug.
Ook het overlijden van de beide initiatiefnemers vrij kort na de aanvang van het experiment (Snouck Hurgronje op 19 november 1845 en Kniphorst op 6 januari 1850) is er waarschijnlijk mede de oorzaak van dat er niet meer gezinnen uit Westkapelle naar Drenthe zijn overgebracht.
In 2006 wonen er echter nog altijd nakomelingen van deze vier gezinnen in het gebied van de Gronings-Drentse veenkolonieën.

## Monument

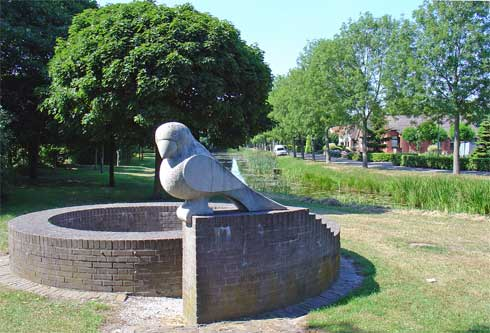
Het Zeelandstreekje (met de ZeeuwMeeuw van Jef Depassé) in de Drouwermond anno 2006

Als aandenken aan dit gebeuren is een monument (maker: de beeldhouwer en ruimtelijke vormgever  Jef Depassé) opgericht en ook de naam “Zeelandstreekje” is een blijvende herinnering aan deze vier Zeeuwse gezinnen, die naar Drenthe werden verplaatst. Vier populieren en dertien esdoorns vormen samen met het eigenlijke kunstwerk het monument, als een symbool voor deze vier gezinnen en de dertien kinderen.
Drenthe: Steden en dorpen      Nederland: Provincies · Gemeenten